# Denis Kessler
Pour les articles homonymes, voir Kessler.
Denis Kessler, né le 25 mars 1952 à Mulhouse et mort le 9 juin 2023 à Neuilly-sur-Seine, était un économiste, chercheur et dirigeant d'entreprise français. 
Il a été vice-président du MEDEF. Il est président-directeur général du groupe Scor de 2002 à 2021, puis président du conseil d'administration de ce groupe, de 2021 à sa mort. En 2016, il est élu membre de l'Académie des sciences morales et politiques. 

## Biographie

### Formation
Ancien élève du lycée Albert-Schweitzer à Mulhouse et du lycée Kléber à Strasbourg, Denis Kessler intègre HEC Paris en 1973 puis en sort diplômé en 1976,.
À cette époque, il adhère à l'UGE, l'Union des grandes écoles, un syndicat étudiant alors proche de l'Union des étudiants communistes, organisation du PCF.
Il obtient, en parallèle à son cursus à HEC, une maîtrise de sciences politiques, une maîtrise d'économie appliquée et un DEA de philosophie à l'université Panthéon-Sorbonne. Il poursuit, à partir de 1976, des études en sciences économiques et des travaux de recherche à l'université Paris-Nanterre. Il obtient son doctorat d'État en économie en 1987. Il est membre agrégé de l'Institut des actuaires.

### Enseignant
Devenu professeur agrégé de sciences sociales en 1977 (1re année du concours), Denis Kessler est ensuite détaché comme assistant de sciences économiques à Paris X auprès de Dominique Strauss-Kahn, qui l'avait repéré lors de ses enseignements à HEC et il rejoint le centre de recherche sur l'épargne[réf. souhaitée].
Nommé chargé de recherche du CNRS en 1986, il réussit le concours d'agrégation de sciences économiques en 1988 et il est nommé professeur des universités à l'université Nancy-II.
En 1990, il est nommé directeur d'études à l'École des hautes études en sciences sociales ; il en démissionne en 1997.

### Carrière en entreprise
Denis Kessler rejoint en 1990 la Fédération française des sociétés d'assurances (FFSA), dont il devient le président de 1990 à 1997 et de 1998 au 4 novembre 2002. Il est membre du Comité européen des assurances de 1990 à 1996 et de 1998 à 2001 ainsi que directeur général et membre du comité exécutif d'AXA en 1997 et 1998[réf. nécessaire].
Il préside la commission économique du Conseil national du patronat français (CNPF), chargé des affaires économiques et internationales de 1994 à 1998. De 1998 à 2002, il est vice-président exécutif de l'organisation patronale, devenue en 1998 le Mouvement des entreprises de France (Medef).
Ayant rencontré François Ewald au début des années 1990, ils « posent ensemble les pierres angulaires d'une rénovation politico-idéologique du patronat. Leur innovation, c'est de penser le risque non plus comme une prérogative de l'entrepreneur justifiant le profit, mais en l'étendant à la société tout entière », une vision qui inspire largement les discours d'Ernest-Antoine Seillière distinguant « “riscophiles” et “riscophobes” ».
Denis Kessler devient président directeur général du groupe Scor (réassurance) le 4 novembre 2002. Du 30 juin 2021 à sa mort, il en conserve la présidence du conseil d'administration.

#### Autres mandats
- Membre du Conseil économique et social de 1993 à 2010
- Membre de la Commission économique de la nation depuis 1984
- Administrateur de l'Union des banques à Paris et de l'Union des assurances de Paris
- Membre du Conseil national du crédit et président de son comité des usagers
- Président du Reinsurance Advisory Board
- Président du Global Reinsurance Forum
- Administrateur de la banque Dexia (1999-2009)[3]
- Administrateur de BNP Paribas, Dassault Aviation et INVESCO[3]
- Membre de l’Association de Genève (Association internationale pour l’étude de l’économie de l’assurance) à partir de 1995, membre de son conseil d’administration depuis 2005
- Global Counsellor du Conference Board - depuis novembre 2006
- Membre du Conseil stratégique du Comité européen des assurances (CEA) depuis mai 2009
- Membre de l'Association des RVS et représentant du marché français – depuis septembre 2010

### Rémunération
En 2013, Denis Kessler a perçu 5,13 millions d'euros (+ 10 % par rapport à 2012) de rémunération pour sa fonction de PDG de Scor.
En 2020, sa rémunération, votée par les actionnaires à 78,04 % contre 54,56 % en 2019, s'établit à 6 millions d'euros, dont 4 millions en actions. Cette rémunération fait l'objet de sévères critiques depuis 2018 de la part du fond activiste Ciam, qui met en avant la baisse du cours de l'action de Scor, qui chute de 29,4 % en 2020,.
En mai 2021, la fortune professionnelle de Denis Kessler, comprenant essentiellement une participation de 0,88 % au capital de Scor, est estimée à 45 millions d'euros.

### Mort
Denis Kessler meurt le 9 juin 2023 à Neuilly-sur-Seine à l'âge de 71 ans des suites d'une longue maladie. Son décès est annoncé officiellement le jour-même par un communiqué de presse publié par le groupe Scor,.

## Prix et distinctions

### Distinctions universitaires
- Docteur d'État de l'université de Paris
- Docteur honoris causa de l'Académie des finances de Moscou et de HEC Montréal

### Décorations
- Officier de la Légion d'honneur (2009)[3],, chevalier en 2000[23]
- Officier de l'ordre national du Mérite[3].

### Distinctions
- Président du Cercle de l'orchestre de Paris, à compter de juin 2008.[réf. souhaitée]
- Président du club Le Siècle de janvier 2008 à décembre 2010[24]
- Élu le 11 janvier 2016 à l'Académie des sciences morales et politiques[6], au fauteuil de Michel Albert, mort en 2015.

### Prix
- En septembre 2008, Denis Kessler est élu « Industry Personality of the Year 2008 » pour sa contribution au secteur de l'assurance et de la réassurance par le jury des Worldwide Reinsurance Awards, organisé par le magazine Reactions[25].
- En 2013, il est élu « Financier de l’année 2012 »[26] dans le cadre du prix organisé par l’ANDESE, Association nationale des docteurs ès sciences économiques et en sciences de gestion, et l’hebdomadaire Investir-Journal des finances.
- En juin 2013, il reçoit le titre de Reinsurance Company CEO of the Year lors des « Reactions London Market Awards » organisés par le magazine Reactions[27].
- En janvier 2014, il est élu par les membres de l’International Insurance Society pour rejoindre l’« Insurance Hall of Fame »[28], considéré comme la distinction la plus prestigieuse du secteur de l’assurance.

## Prises de position
Éditorialiste à Challenges, il est  un adversaire du système de protection sociale « à la française » et se donne, en 2007, la mission d’influencer la politique du gouvernement, déclarant : 

« Le modèle social français est le pur produit du Conseil national de la Résistance. […] Il est grand temps de le réformer. […] La liste des réformes ? C’est simple, prenez tout ce qui a été mis en place entre 1944 et 1952, sans exception. Elle est là. Il s’agit aujourd’hui de sortir de 1945, et de défaire méthodiquement le Programme du Conseil national de la Résistance ! »

Il loue alors la nouvelle génération de dirigeants, incarnée selon lui par Nicolas Sarkozy. En 2012, il prône l'abolition de la loi des 35 heures, s'étant, dès le début, opposé aux deux lois Aubry, et, auparavant, à la loi Robien sur la réduction du temps de travail, loi des 35 heures dont il décrit les conséquences négatives pour l'économie française.

## Publications
- Denis Kessler et Sylvie Vilter, Économie sociale, Paris, éditions du CNRS, 1988, 484 p. (ISBN 9782222040057, présentation en ligne)

### En collaboration
- Avec Dominique Strauss-Kahn, L'Épargne et la retraite, Paris, Economica, 1982
- Avec André Masson et Dominique Strauss-Kahn, Accumulation et répartition des patrimoines, Paris, Economica, 1982
- Avec André Masson, Cycles de vie et générations, préface de Dominique Strauss-Kahn, Paris, Economica, 1985
- Avec Pierre-Antoine Ullmo, Épargne et développement, Paris, Economica, 1985[32]
- Avec André Masson, Modelling the Accumulation and Distribution of Wealth, Oxford University Press Oxford, 1988
- Avec Jacques Dupâquier, La Société française au XIXe siècle, Paris, Fayard, 1992
- Avec Jacques Attali, Christophe Aguiton, Claude Allègre et al., Le Sens des choses, Paris, Robert Laffont-Hyperlivre[33], 2009

### Rapports, articles
- Avec Dimitri Germidis et Rachel Meghir, « Systèmes financiers et développement : quel rôle pour les secteurs financiers formel ou informel ? », OCDE, 1991[34]
- Avec François Ewald, « Les noces du risque et de la politique », Le Débat, no 109, 2000, p. 55-72